# Џенива (Њујорк)
Џенива (енгл. Geneva) град је у америчкој савезној држави Њујорк. По попису становништва из 2010. у њему је живело 13.261 становника.

## Демографија
Према попису становништва из 2010. у граду је живело 13.261 становника, што је 356 (2,6%) становника мање него 2000. године.
| Група             | 2000.          | 2010.         |
| Белци             | 10.662 (78,3%) | 9.561 (72,1%) |
| Афроамериканци    | 1.391 (10,2%)  | 1.388 (10,5%) |
| Азијати           | 168 (1,2%)     | 225 (1,7%)    |
| Хиспаноамериканци | 1.157 (8,5%)   | 1.746 (13,2%) |
| Укупно            | 13.617         | 13.261        |